# Antoine Henri Jomini
Antoine Henri Jomini (Payerne, 6 marzo 1779 – Passy, 22 marzo 1869) è stato un banchiere, militare e storico svizzero d’origine italiana al servizio della Francia e della Russia; fece parte dello stato maggiore di Ney e Napoleone.

## Biografia
Nacque il 6 marzo 1779 a Payerne, nel cantone svizzero di Vaud. La sua famiglia, apparteneva alla buona borghesia e occupava, da più generazioni, funzioni pubbliche o comunque di alto livello sociale. Dall'età di 12 anni venne attratto dalla carriera militare e cercò di entrare all'Accademia militare del principe di Wurtemberg a Montbéliard. Questo progetto non andò in porto per il trasferimento della scuola a Stoccarda. La fortuna non fu sempre della sua parte: quando, poco tempo dopo, la sua famiglia vorrà procurargli un incarico nel Reggimento de Watteville (von Wattenwyl, creato come Reggimento d'Erlach, poi d'Ernst), allora al servizio della Francia, gli eventi rivoluzionari ostacolarono il progetto.
Jomini venne inviato allora ad Aarau, per prepararsi ad una carriera commerciale nel "Collegio mercantile per giovani signori" fondato da Emmanuel Haberstock. Qui lavorò per un breve periodo in una banca. Ma il suo scopo era sempre quello di entrare nella carriera militare e nel 1798 riuscì a diventare segretario del ministro della Guerra della Repubblica Elvetica per diventare suo collaboratore nel 1800, nello stesso momento in cui diventava capo battaglione, ma si dimette fin dal 1801.
Nel 1803 incontra Michel Ney, il futuro maresciallo di Napoleone, venuto a reclutare dei reggimenti in Svizzera. Questi lo prende come suo aiutante di campo e, durante il trattato di Amiens, l'aiutò a pubblicare i primi volumi del suo trattato sulle campagne militari di Federico II. Poco tempo dopo, durante la battaglia di Austerlitz, Jomini ne manda una copia a Napoleone. Questi rimane molto impressionato dei paragoni tra le strategie di Federico II e le sue e nel settembre del 1806 lo fa chiamare a Magonza. Diventa capo di stato maggiore di Ney in Prussia. Nominato cavaliere della Legion d'onore nel 1807 e barone dell'Impero nel 1808, dopo la difficile campagna di Spagna viene posto agli ordini del maggior generale Berthier, sempre contrario al suo avanzamento al grado di generale. A causa degli annosi contrasti con Berthier rassegnò quindi le proprie dimissioni nel 1810, dopo essersi rivolto allo zar Alessandro I che gli offrì il grado di maggior generale. Tuttavia, Napoleone, dopo averlo fatto convocare a Parigi dal ministro della guerra Clarke, duca di Feltre, respinse le sue dimissioni e lo promosse allora a generale di brigata con decreto del 7 dicembre 1807.
Durante la campagna di Russia, fu governatore di Vilna e poi di Smolensk. Tuttavia, non ottenne il bastone di maresciallo che bramava intensamente. Jomini ne attribuì la causa al maresciallo Berthier che non amava l'arroganza dello svizzero.
La mancata promozione, e la reticenza di Napoleone nel confidargli i movimenti delle truppe, lo spinsero a passare, nel 1813, al servizio dello zar Alessandro I di cui diventa il consigliere militare. Diventa precettore di Alessandro II e partecipa alla creazione della scuola di guerra russa. Durante la guerra di Crimea è consigliere militare dello zar. Nel 1855 si ritira a Passy, nei pressi di Parigi, dove risiederà fino alla morte.
Con Carl von Clausewitz, suo contemporaneo, Jomini fu uno dei più grandi strateghi d'Europa.

## Principi tattici e strategie
Prima di inoltrarsi in disquisizioni occorre ricordare che le tattiche non sopravvivono ai cambiamenti dei tempi e soltanto le strategie rimangono valide nel tempo.
I principi enunciati da Jomini furono tratti dall'osservazione delle precedenti campagne militari, sia di Alessandro il Grande che di Giulio Cesare così come quelle di Federico il Grande e Napoleone, queste ultime condotte dalla Grande Armée.
Secondo Jomini, i punti iniziali da valutare erano:
- localizzare con precisione i fronti destro, centrale e sinistro del nemico;
- paragonare le forze dello stesso con le proprie;
- attaccare energicamente sul fronte che si considera più debole.

Successivamente occorreva:
- inseguire il nemico con veemenza;
- in montagna, coprire il fronte coi piccoli distaccamenti per reperire il nemico per poterlo attaccare con il grosso delle truppe prima che sia ricompattato;
- manovrare sempre in modo da tagliare al nemico le vie di rifornimento ed il contatto con le sue basi.

Il seguente principio è datato come tutti i principi di natura tattica:
- utilizzare il quadrato in campo aperto.

Certi principi furono ripresi dalla teoria della guerra blindata, mentre Carl von Clausewitz spariva poco a poco dai suoi pensieri:
- prendere l'iniziativa dei movimenti;
- attaccare il punto più debole;
- combinare forza e mobilità nell'offensiva;
- disperdere il nemico con falsi attacchi;
- delle tre alternative, difensiva, offensiva, o una combinazione delle due, scegliere o la seconda o la terza;
- se la superiorità di un'armata è assolutamente evidente, occorrerà non concentrare le forze ma attaccare su due fronti, possibilmente sulle ali.

Questi sono altri principi generali applicabili a tutti gli eserciti:
- concentrare le forze per l'azione;
- individuare la posizione del nemico;
- controllare bene le sue truppe;
- avere una grande attenzione al morale delle truppe.

In effetti altri principi estremamente importanti di Jomini non possono essere semplificati in poche righe, ma si può aggiungere:
- mai condurre un'offensiva lungo la costa, salvo che i rifornimenti non provengano dal mare.

Una delle grandi idee di Jomini fu la differenziazione dei teatri di operazione con le zone e le linee di operazione e delle linee di comunicazione e di rifornimento. La semplice comprensione di queste differenziazioni fa già comprendere molte idee operative generali di Jomini.
Si apprenderà d'altra parte che Jomini ha illuminato soprattutto l'arte della guerra operativa, anche se i suoi scritti sulla guerra sono in generale molto interessanti e completamente reali; ma le sue idee non erano assolutamente innovatrici. Al livello della tattica, come indicato prima, questa non sopravvive al cambiamento d'epoca e delle tecniche di guerra. Così, i suoi lavori sulla tattica non hanno altro valore che d'informazione e, a questo proposito, è da preferire il lavoro di Carl von Clausewitz.

## Le sue opere
- Traité de grande tactique, 1805
- Histoire critique et militaire des guerres de la Révolution, 1810
- Vie politique et militaire de Napoléon, 1827
- Précis de l'art de la guerre, 1838

Riedizioni:
- Précis de l'art de la guerre, éditions Ivrea, 1994;
- The art of War, London Greenhill Books, 1996;
- Les guerres de la Révolution, Hachette, 1998;
- Précis de l'Art de la Guerre, Éditions Ivrea, 1994; edizione abbreviata presentata da Bruno Colson, Perrin, 2001.

### Riedizioni in italiano
- Antoine Henry Jomini, Sommario dell'arte della guerra (1837-1838). Politica, guerra e strategia secondo il principale avversario di Clausewitz, in Rivista Militare, traduzione di Ferruccio Botti, Roma, 2008,  p. 247, ISSN 0035-6980 (WC · ACNP).